# Knutshögröe
Knutshögröe (Poa lindebergii) är en gräsart som beskrevs av Nikolai Nikolaievich Tzvelev. Enligt Catalogue of Life ingår Knutshögröe i släktet gröen och familjen gräs, men enligt Dyntaxa är tillhörigheten istället släktet gröen och familjen gräs. Arten har ej påträffats i Sverige. Inga underarter finns listade i Catalogue of Life.